# Корте, Джанлука
Джанлука Корте (нем. Gianluca Korte; 29 августа 1990, Шпайер, ФРГ) — немецкий футболист, полузащитник клуба «Веен».

## Клубная карьера
Джанлука выступал за молодёжную команду «Феникс» из Шифферштадта.
Первый опыт в профессиональном футболе получил в команде Оберлиги Юго-Запад «Мехтершайм». За два сезона Корте провёл 61 матч и забил 22 гола.
Талантливый молодой игрок был замечен скаутами брауншвейгского «Айнтрахта», и в 2011 году вместе со своим братом Рафаэлем подписал контракт с этим клубом Второй Бундеслиги. Поначалу Джанлука выступал за вторую команду «Айнтрахта», затем начал привлекаться к играм первого состава. Дебют Корте состоялся 12 августа 2011 года в матче против «Карлсруэ». В сезоне 2011/12 провёл 4 матча, в следующем сыграл 11 игр, забил 2 мяча, а его команда завоевала право выступать в Бундеслиге. В конце 2012 года Джанлука продлил свой контракт с «Айнтрахтом» до 30 июня 2015 года. В Бундеслиге свой первый матч Клрте провёл 30 ноября 2013 года, выйдя на замену в матче с мюнхенской «Баварией».
В начале 2015 года игрок был отдан в аренду в «Аален», выступающий во Второй Бундеслиге.

## Личная жизнь
У Джанлуки есть брат-близнец Рафаэль Корте, который также является футболистом и выступает за брауншвейгский «Айнтрахт».